# 15691 Маслов
15691 Маслов (15691 Maslov) — астероїд головного поясу, відкритий 14 жовтня 1982 року.
Тіссеранів параметр щодо Юпітера — 3,506.